# Веселі ніжки
«Веселі ніжки» (англ. «Happy Feet») — анімаційна музична мелодрама 2006 року, режисера, продюсера та сценариста Джорджа Міллера. Персонажів озвучували популярні актори: Елайджа Вуд, Робін Вільямс, Бріттані Мерфі, Г'ю Джекман, Ніколь Кідман, Г'юго Вівінг й Елізабет Дейлі. Це міжнародний копродукційний проєкт між США та Австралією, він був знятий у студії візуальних ефектів та анімації Animal Logic на базі в Сіднеї для Warner Bros., Village Roadshow Pictures і Kingdom Feature Productions. 17 листопада 2006 року стрічка вийшла у північноамериканських кінотеатрах, в Україні прокат розпочався 21 грудня 2006 року за сприяння дистриб'ютора «Синергія». Це перший анімаційний фільм, створений Кеннеді Міллером й Animal Logic.
Хоча це, насамперед, анімаційний фільм, у певних сценах була застосована технологія захоплення руху. Фільм одночасно вийшов як у звичайних кінотеатрах, так і в IMAX у 2D. Студія натякнула, що у майбутньому можливий випуск IMAX 3D. Однак компанія Warner Bros., що продюсувала фільм, мала надто жорсткий бюджет, щоб випустити його в IMAX digital 3D.
Стрічка отримала позитивні відгуки критиків, отримавши численні нагороди, зокрема премію BAFTA як найкращий анімаційний фільм і ставши четвертим недіснеєвськийм мультфільмом або виробництва Pixar, який отримав премію «Оскар» за найкращий анімаційний фільм. Він був номінований на «Енні» за найкращий анімаційний фільм та «Сатурн» за найкращий анімаційний фільм. Продовження «Веселі ніжки 2» вийшло 18 листопада 2011 року.

## Сюжет
Кожен імператорський пінгвін співає унікальну «пісню серця», щоб привабити партнера. Якщо пісня пінгвіна-самця підходить до пісні самиці, два пінгвіни спарюються. Норма Джин, самиця-пінгвін, закохується в Мемфіса, пінгвіна-самця, і вони стають парою. Вони відкладають яйце, про яке піклується Мемфіс, а Норма Джин йде разом з іншими самицями ловити рибу. Поки самці борються з суворою зимою, Мемфіс ненадовго залишає яйце. В результаті, їхній син Мамбл не може співати, але він може замість цього танцювати чечітку. Він закоханий у Глорію, самицю пінгвіна, яка вважається найталановитішою у своєму віці. Одного разу Мамбл стикається з групою ворожих поморників, їхнім лідером, який мав жовте кільце, яке, за його словами, є ознакою його викрадення прибульцями. Мамбл ледь вислизає від голодних птахів, впавши в ущелину.
Над молодим Мамблом часто сміються старші. Після втечі від нападу морського леопарда Мамбл знайомиться з групою пінгвінів Аделі, яких називають «Амігос», які гідно оцінюють танцювальні рухи Мамбла та беруть його у свою групу. Побачивши захований людський екскаватор у лавині, вони розпитують про нього Ловеласа, північного чубатого пінгвіна. На шиї Ловеласа вони помічають шість пластикових кілець з мультипака, які, як він стверджує, йому подарували містичні істоти.
Для імператорських пінгвінів настав шлюбний сезон, і Глорія — у центрі уваги. Рамон, один з Амігосів, намагається допомогти Мамблу здобути її прихильність, співаючи іспанську версію «My Way» під фонограму, але план провалюється, і Глорія вважає це прикрістю. У розпачі Мамбл починає відбивати чечітку у такт своєї пісні. Вона закохується в нього, і молоді пінгвіни приєднуються до співу і танців під «Boogie Wonderland». Поведінка Мамбла обурює старійшин, вони вважають, що його вчинки стали причиною скудного сезону риболовлі. Мемфіс благає Мамбла перестати танцювати заради нього самого, але коли Мамбл відмовляється, його висилають, змушуючи поклястися помститися старійшинам за їхню сліпу віру.
Мамбл і Амігос повертаються до Ловеласа, але виявляють, що його душать пластикові кільця. Лавелас зізнається, що вони зачепилися за нього, коли він плавав біля заборонених берегів, за межами території морських слонів. Невдовзі вони зустрічають Глорію, яка хоче створити з Мамблом пару. Побоюючись за її безпеку, він висміює Глорію, проганяючи її.
На забороненому березі група знаходить рибальський човен. Мамбл до знемоги переслідує його сам. Врешті-решт його викидає на берег Австралії, де його рятують і тримають у «Морському світі» разом із магеланськими пінгвінами. Після довгого й усамітненого перебування, на додаток до безплідних спроб спілкуватися з людьми, він майже впадає у безумство. Коли дівчина намагається поспілкуватися з Мамблом, постукуючи по склу, він починає танцювати, що приваблює великий натовп. Його повертають у дику природу, прикріпивши пристрій стеження на його спині. Він повертається в свою колонію та кидає виклик старійшинам. Мемфіс примиряється з ним, як тільки прибуває дослідницька група, яка доводить істинність тверджень про існування «інопланетян». Уся колонія, навіть Ной, ватажок старійшин, бере участь у танці.
Дослідницька група оприлюднює свої кадри з експедиції, що викликає всесвітню дискусію. Уряди усвідомлюють, що вони ведуть надмірний промисел риби, тому забороняють рибальство в Антарктиці. При цьому імператорські пінгвіни та Амігос святкують перемогу.

## Актори озвучення
| Актор           | Роль             |
| --------------- | ---------------- |
| Елайджа Вуд     | Мамбл            |
| Робін Вільямс   | Рамон            |
| Бріттані Мерфі  | Глорія           |
| Г'ю Джекман     | Мемфіс           |
| Ніколь Кідман   | Норма Джин       |
| Г'юго Вівінг    | Ноа              |
| Fat Joe         | Сеймур           |
| Ентоні Лапалья  | Бос Скуа         |
| Міріам Марголіс | Місіс Астрахан   |
| Магда Жубанські | Міс Віола        |
| Стів Ірвін      | Трев             |
| Карлос Алазракі | Нестор           |
| Елдіс Годж      | додаткові голоси |

## Виробництво
Джордж Міллер наводить як початкове натхнення для фільму зустріч під час знімання «Шаленого Макса 2» з сивим старим оператором, батьком якого був Френк Герлі з експедицій Шеклтона: «Ми сиділи в цьому барі, пили молочний коктейль, і він подивився на мене і сказав: „Антарктида“. Він там зняв документальний фільм. Він сказав: „Ви повинні зняти фільм в Антарктиді. Це так само, як тут, на пустирі. Це вражає. І це навічно засіло в моїй голові“.
Фільм „Веселі ніжки“ також частково натхненний більш ранніми документальними фільмами, зокрема як BBC „Життя в морозилці“. 2001 року, під час зустрічі Дуг Мітчелл імпульсивно представив президенту студії Алану Горну Warner Bros. ранню чернетку сценарію, і попросив прочитати її, поки він з Міллером будуть повертатися до Австралії. Ще до приземлення компанія Warner вирішила забезпечити фінансування проєкту. Виробництво планувалося розпочати незабаром після завершення четвертого фільму „Шаленого Максу“, але на початку 2003 року геополітичні ускладнення змістили „Щасливі ніжки“ на перший план.
Великі кошти були затрачені на технологію захоплення руху для танцювальних сцен, виконані справжніми танцюристами. Чечітку Мамбла, зокрема, виконав Савіон Гловер, який також був співхореографом для танцювальних композицій. Танцюристи пройшли через „Школу пінгвінів“, щоб навчитися рухатися, як пінгвіни, а також носили пристрій на голові, щоб імітувати їхній дзьоб.
Для виробництва була необхідна величезна кількість комп'ютерів, Компанія Animal Logic працювала з IBM, щоб створити серверну ферму з достатнім потенціалом обробки. На створення фільму пішло чотири роки. Бен Гунсбергер, керівник відділу освітлення та управління ВЕ, сказав, що це почасти було тому, що їм було потрібно побудувати нову інфраструктуру та інструменти. На серверних фермах використовувалися блейд-сервери IBM BladeCenter і BladeCenter HS20, — це надзвичайно щільні окремі комп'ютерні блоки з двома процесорами Intel Xeon. Рендеринг займав 17 мільйонів процесорних годин протягом дев'яти місяців.
За словами Міллера, екологічний посил не був основною частиною оригінального сценарію, але „в Австралії ми дуже добре знаємо про озонові діри“, — сказав він, — а Антарктида — це буквально канарка у вугільній шахті для цього матеріалу. Тож начебто треба було йти в тому напрямку». Цей вплив призвів до створення фільму з екологічнішим відтінком". Міллер сказав: «Ви не можете розповісти історію про Антарктиду та пінгвінів, не показавши цей ракурс».
Фільм присвячений пам'яті Ніка Енрайта, Майкла Джонсона, Робі Мак-Ніллі Гріна та Стіва Ірвіна.

### Музика
«Веселі ніжки» — це мюзикл з використання сучасних композицій, які відповідають сцені або настрою персонажа. Для фільму випустили два альбоми саундтреків; один містить пісні з фільму та які надихнули фільм, а другий — інструментальна версія Джона Павелла. Релізи відбулися 31 жовтня 2006 року та 19 грудня 2006 року відповідно.
«Song of the Heart» Прінса здобула нагороду «Золотий глобус» за найкращу оригінальну пісню. Фільм здобув нагороду «Золотий трейлер» за найкращу музику. Пісня була написана Прінсом спеціально для «Веселих ніжок» невдовзі після приватного показу фільму для отримання схвалення на використання його пісні «Kiss» у музичному номері. Прінсу сподобався фільм, він дозволив і запропонував написати оригінальну пісню, яка була готова за тиждень.

#### Саундтрек
«Happy Feet: Music from the Motion Picture» — це ліричний саундтрек-альбом з мультфільму 2006 року «Щасливі ніжки». Станом на березень 2007 року у США було продано понад 272 627 примірників.
Перелік треків
| Happy Feet: Music from the Motion Picture | Happy Feet: Music from the Motion Picture | Happy Feet: Music from the Motion Picture                                                    | Happy Feet: Music from the Motion Picture                   | Happy Feet: Music from the Motion Picture |
| #                                         | Назва                                     | Автор                                                                                        | Виконавці                                                   | Тривалість                                |
| ----------------------------------------- | ----------------------------------------- | -------------------------------------------------------------------------------------------- | ----------------------------------------------------------- | ----------------------------------------- |
| 1.                                        | «The Song of the Heart»                   | Прінс                                                                                        | Прінс                                                       | 4:35                                      |
| 2.                                        | «Hit Me Up»                               | Браян Кірулф, Джош Шварц та Джиа Фаррелл                                                     | Джиа Фаррелл                                                | 3:16                                      |
| 3.                                        | «Tell Me Something Good»                  | Стіві Вандер                                                                                 | Pink                                                        | 3:08                                      |
| 4.                                        | «Somebody to Love»                        | Фредді Мерк'юрі                                                                              | Бріттані Мерфі                                              | 3:47                                      |
| 5.                                        | «I Wish»                                  | Стіві Вандер                                                                                 | Патті Ла-Белль, Йоланда Адамс, Фантазія Борріно             | 3:31                                      |
| 6.                                        | «Jump N' Move»                            | Саймон Бартолом'ю, Ян Кінкейд, Ендрю Леві та Джамал Мітчелл                                  | The Brand New Heavies (з Jamalski)                          | 3:18                                      |
| 7.                                        | «Do It Again»                             | Браян Вілсон і Майк Лов                                                                      | The Beach Boys                                              | 2:24                                      |
| 8.                                        | «The Joker мешап з Everything I Own»      | «The Joker» Стіва Міллера, Едді Кертіса та Ахмета Ертігуна; «Everything I Own» Девіда Гейтса | «The Joker» Джейсона Мреза; «Everything I Own» Кріссі Хайнд | 4:05                                      |
| 9.                                        | «My Way»                                  | Пол Анка, Жак Рево, Клод Франсуа та Жиль Тібо                                                | Робін Вільямс                                               | 1:44                                      |
| 10.                                       | «Kiss мешап з Heartbreak Hotel»           | «Kiss» Прінса; «Heartbreak Hotel» Мей Борен Акстон, Томас Дарбен, Елвіс Преслі               | "Kiss Ніколь Кідман; «Heartbreak Hotel» Г'ю Джексан         | 2:36                                      |
| 11.                                       | «Boogie Wonderland»                       | Еллі Вілліс і Джонатан Ліндт                                                                 | Бріттані Мерфі                                              | 5:07                                      |
| 12.                                       | «Golden Slumbers / The End»               | Пол Маккартні                                                                                | k.d. lang                                                   | 4:16                                      |
| 13.                                       | «The Story of Mumble Happy Feet»          | Джон Павелл                                                                                  |                                                             | 5:50                                      |
| 47:37                                     |                                           |                                                                                              |                                                             |                                           |

## Сприйняття

### Касові збори
Фільм став № 1 у США у перші вихідні дні (17 — 19 листопада) з сумою 41,6 мільйона доларів, обігнавши «Казино Рояль». Він залишився № 1 у вихідні до Дня подяки, зібравши 51,6 мільйона доларів за п'ятиденний період. Загалом три тижні фільм був найкасовішим, таке досягнення 2006 року можна порівняти лише зі стрічкою «Пірати Карибського моря: Скриня мерця». Станом на 8 червня 2008 року стрічка зібрала в США $ 198,0 млн і $ 186,3 млн за кордоном, що складає близько 384,3 млн доларів у всьому світі. Фільм став третьою найкасовішою анімаційною стрічкою у США, після «Тачок» і «Льодовикового періоду 2: Глобальне потепління». Фільм вийшов на близько 35 міжнародних територіях наприкінці 2006 року.
Виробничий бюджет склав 100 мільйонів доларів.

### Критика
Фільм отримав загалом позитивні відгуки критиків. На сайті Rotten Tomatoes рейтинг складає 76 % на основі 166 відгуків із середнім балом 6,91 / 10. У консенсусі сайту зазначено: «Візуально сліпуче, з продуманою сюжетною лінією та захопливими музичними номерами, „Веселі ніжки“ знаменує собою успішний анімаційний дебют від творців фільму „Бейб“». Metacritic повідомляє про рейтинг 77 зі 100, враховуючи 30 оглядів критиків, із зазначенням «загалом сприятливі відгуки».

### Аналіз
Фільм був підданий аналізу та розбору з боку різних критиків. Кінокритик Яр Габнегнал написав есе у «Forum On Contemporary Art & Society», в якому розглядаються теми втручання, представлені протягом усього фільму, а також різні інші підтексти: релігійна ієрархія та міжрасова напруженість. Вадим Різов з IFC вважає Мамбла останнім у довгій низці кінематографічних релігійних білих ворон.
На технічному або формальному рівні фільм також був високо оцінений за його інноваційне впровадження в сучасну анімацію блукаючого стилю суб'єктивної кінематографії Міллера.

### Домашні медіа
Для домашніх медіа стрічку випустили 27 березня 2007 року, у США у трьох форматах: DVD (окремо широкоекранне та панскановане видання), Blu-ray Disc і комбінований пакет HD DVD / DVD.
Серед особливостей DVD — сцена, яка була вирізана з фільму, де Мамбл зустрічає синього кита й альбатроса. Альбатрос був першою голосовою роллю Стіва Ірвіна у фільмі, в остаточній версії він озвучив морського слона. Сцена була включена до DVD на пам'ять Ірвіна. Ця сцена зроблена в класичному документальному стилі Ірвіна, коли альбатрос розповідає глядачеві про інших персонажів і про вплив людей на їхнє оточення.

## Визнання
Фільм з'явився в численних десятках списків найкращих фільмів 2006 року.

### Номінації та нагороди
| Нагороди та номінації фільму «Веселі ніжки» | Нагороди та номінації фільму «Веселі ніжки» | Нагороди та номінації фільму «Веселі ніжки»                        | Нагороди та номінації фільму «Веселі ніжки»            | Нагороди та номінації фільму «Веселі ніжки» | Нагороди та номінації фільму «Веселі ніжки» |
| Рік                                         | Кінофестиваль/кінопремія                    | Категорія/нагорода                                                 | Номінант                                               | Результат                                   |                                             |
| ------------------------------------------- | ------------------------------------------- | ------------------------------------------------------------------ | ------------------------------------------------------ | ------------------------------------------- | ------------------------------------------- |
| 2006                                        | Золотий трейлер                             | Найкраща музика                                                    | «Веселі ніжки»                                         | Перемога                                    |                                             |
| 2006                                        | Асоціація кінокритиків Лос-Анджелеса        | Найкращий анімаційний фільм                                        | Джордж Міллер, Воррен Коулмен, Джуді Морріс            | Перемога                                    |                                             |
| 2006                                        | Спільнота кінокритиків Нью-Йорка            | Найкращий анімаційний фільм                                        | «Веселі ніжки»                                         | Перемога                                    |                                             |
| 2006                                        | Супутник                                    | Найкращий анімаційний або комбінований фільм                       | «Веселі ніжки»                                         | Номінація                                   |                                             |
| 2006                                        | Асоціація кінокритиків Торонто              | Найкращий анімаційний фільм                                        | «Веселі ніжки»                                         | Перемога                                    |                                             |
| 2007                                        | Оскар                                       | Найкращий анімаційний повнометражний фільм                         | Джордж Міллер                                          | Перемога                                    |                                             |
| 2007                                        | Золотий глобус                              | Найкраща пісня до фільму                                           | Прінс                                                  | Перемога                                    |                                             |
| 2007                                        | Золотий глобус                              | Найкращий анімаційний фільм                                        | «Веселі ніжки»                                         | Номінація                                   |                                             |
| 2007                                        | БАФТА                                       | Найкращий анімаційний фільм                                        | Джордж Міллер                                          | Перемога                                    |                                             |
| 2007                                        | БАФТА                                       | Найкраща музика до фільму                                          | Джон Павелл                                            | Номінація                                   |                                             |
| 2007                                        | Сатурн                                      | Найкращий анімаційний фільм                                        | «Веселі ніжки»                                         | Номінація                                   |                                             |
| 2007                                        | Енні                                        | Найкращий анімаційний фільм                                        | Warner Bros.                                           | Номінація                                   |                                             |
| 2007                                        | Енні                                        | Найкращий сценарій анімаційного фільму                             | Воррен Коулмен, Джон Колі, Джордж Міллер, Джуді Морріс | Номінація                                   |                                             |
| 2007                                        | Kids’ Choice Awards                         | Улюблений анімаційний фільм                                        | «Веселі ніжки»                                         | Перемога                                    |                                             |
| 2007                                        | Спілка спеціалістів по візуальним еффектам  | Видатне виконання анімаційного персонажа в анімаційному кінофільмі | Деміен Грей, Тім Гібсон                                | Перемога                                    |                                             |

## Відеогра
Відеогра за мотивами фільму була розроблена A2M та опублікована Midway Games. Вона має той самий головний склад персонажів, що і фільм. ЇЇ випустили для ПК, PlayStation 2, GameCube, GBA, NDS і Wii.
Artificial Life, Inc. також розробила мобільну гру для ринку Японії.

## Спадщина

### Продовження
Анімаційний фільм «Веселі ніжки 2» створили на Dr. D Studios і він вийшов 18 листопада 2011 року. Вуд і Вільямс повторили свої ролі у продовженні. Мерфі була налаштована повторити свою голосову роль і почати запис десь у 2010 році, але після її смерті від пневмонії 20 грудня 2009 року її замінила P!nk. Метт Деймон і Бред Пітт взялися озвучувати Білла Крилла та Вілла Крилла відповідно.
В інтерв'ю Collider.com Міллер сказав про малу імовірність створення «Веселих ніжок 3», зазначивши, що якщо придумає ідею для третього фільму, то він і його студія зроблять його, якщо вони погодиться, що ідея краща за перші дві частини. Проте він не сказав, чи є у нього які-небудь ідеї для третього фільму.

### 4-D атракціон
«Веселі ніжки: Досвід 4-D» — це 12-хвилинний 4D-фільм, показаний у різних 4D кінотеатрах в усьому світі. Він переказує стислий сюжет «Щасливих ніжок» за допомогою 3D-проєкції та сенсорних ефектів, зокрема рухомі сидіння, вітер, туман і запахи. 4D-прем'єра, підготовлена компанією SimEx-Iwerks, відбулась в березні 2010 року в «Тематичному парку садиби Дрейтона». Покази відбувалися також у «Морському світі» (2010—2011), «Акваріумі Шедда» (2010—2012), «Муді гарденс» (2010—2011), аквапарку Нікелдон й «Акваріумі пригод».